# Zamek w Przedborzu
Zamek w Przedborzu – zamek, który znajdował się w Przedborzu, przy przeprawie przez Pilicę na północ od rynku. Wzniesiony około 1350-1360 roku z fundacji Kazimierza Wielkiego.

## Historia
Zamek w Przedborzu zabezpieczał przeprawę przez rzekę Pilicę i zlokalizowano go pomiędzy obecnymi ulicami Mostową, Podzamcze i Konecką. W 1239 roku odbył się tu zjazd rycerstwa z udziałem Bolesława Wstydliwego, jego matki oraz Konrada Mazowieckiego z synem Siemowitem. W 1269 roku odbył się tu kolejny wiec rycerski, co sugeruje istnienie tu jakiegoś dworu. Po raz pierwszy o zamku w Przedborzu wspomina w swej kronice Janko z Czarnkowa. Następnie istnienie zamku potwierdza Jan Długosz. Obie kroniki dotyczą roku 1370. Miasto i zapewne zamek zniszczył w 1400 roku wielki pożar. O odbudowie zdecydował król Władysław Jagiełło w dokumencie z 2 kwietnia 1405 roku. W 1570 roku zamek stał się siedzibą niegrodowego starosty. Po raz pierwszy zamek w lustracji opisano w 1636 roku. W 1638 zamek ponownie spłonął.
W czasie potopu szwedzkiego w roku 1656 zamek został poważnie zniszczony. Uszkodzenia zamku opisano w lustracjach z lat 1660-1664, w których stwierdzono, że zamek jest murowany, w dwóch dolnych pomieszczeniach są piece i okna, ale w górnych pomieszczeniach nie ma ani pieców ani okien i że należy położyć nowy dach. Lustracja z 1768 stwierdziła, że zamek jest opuszczony i ulega rujnacji. Opis z 1812 roku wspomina, że zamek ma obwód 84 łokci, zabudowują go domami mieszczanie i Żydzi oraz że zachowało się tam 5 piwnic, które są użytkowane przez władze. Do połowy XIX w. zachowały się jeszcze fragmenty czworobocznej wieży wjazdowej, która stopniowo także została rozebrana.
W Tygodniku Ilustrowanym z 1863 roku opisano zamek:

nawiedzali to miejsce i król Władysław Jagiełło […] i następcy jego, miłośnicy łowiectwa, stąd bywał zawsze do tego celu przygotowany i starannie utrzymywany. Zniszczyli go dopiero wraz z miastem Szwedzi […] tak dalece, że lustracya z r. 1660 mury bez dachu, a pokoje bez okien i pieców zastała. Gdy zaś, pomimo zakazów danych starostom ze strony lustratorów, naprawą uszkodzeń się nie zajęto, zamek w Przedborzu do zupełnej nachylił się ruiny i dziś tylko z niego szczątki pozostały, tak jak na […] drzeworycie są przedstawione.

## Architektura
Zamek Kazimierza Wielkiego, który zbudowano w latach 1350-1360 na wzgórzu nad Pilicą, składał się z murowanego budynku na planie prostokąta o wymiarach 13 × 31 metra oraz z wieży. Od wschodu zamek ograniczał parów na dole którego biegła ulica Podzamcze. Od południa w obniżeniu biegła ulica Mostowa.
W czasach panowania Władysława Jagiełły zamek Kazimierza otoczono murem kamiennym o grubości 1,3 metra. Od wschodu mur ten miał długość 47 metrów i znajdował się w nim przejazd bramny na dziedziniec. Obszar zamknięty murem zajmował około 2300 m2. Z lustracji z 1636 roku wynika, że wjazd na zamek od strony miasta (a więc od wschodu) biegł przez podpiwniczoną wieżę bramną, której szczyty od Miasta po prusku murowane. Za bramą po lewej była stajenka, spichlerz, stajnia większa oraz wozownia i studnia. W budynku głównym na parterze była sień, izba stołowa oraz 7 innych pomieszczeń. Na piętrze była wielka izba stołowa z częścią dla muzyków. Piec zdobił herb króla. Od strony rzeki do zamku przylegał ogródek włoski. Po pożarze w 1638 roku do wieży dobudowano prostopadle od południa budynek o długości 18 metrów. 

## Stan obecny
Teren dawnego zamku zabudowano budynkami mieszkalnymi. Przetrwały jedynie niewielki fragment muru i kamienna przypora. Ocalałe fragmenty zamku widoczne są na posesji przy ul. Podzamcze 11 (XIV wiek) oraz ul. Koneckiej 2 (być może z 1 poł. XIX wieku.  

## Badania
- W latach 1978–1980 na terenie zajmowanym dawniej przez zamek prowadzono badania archeologiczne pod kierunkiem dr. Tadeusza Poklewskiego;
- W 1991 roku teren dawnego zamku był badany archeologicznie przez Jerzego Augustyniaka, Jana Salma, D. Jakubiec, A. Perzyńską.